# Diplazium microphyllum
Diplazium microphyllum är en majbräkenväxtart som beskrevs av Nicaise Augustin Desvaux.
Diplazium microphyllum ingår i släktet Diplazium och familjen Athyriaceae. Inga underarter finns listade i Catalogue of Life.